# 野尻あずさ
野尻 あずさ（のじり あずさ、1982年6月6日 - ）は、日本の元陸上競技選手。専門は長距離走・マラソン。富山県富山市（旧上新川郡大山町）出身。クロスカントリースキー選手としてユニバーシアード2大会に出場後、マラソンに転向した異色の選手。
2019年11月22日に、ブラインドマラソンの伴走家磯野茂と結婚し、戸籍名を磯野 あずさ（いその あずさ）に改姓した。現在は、自身が代表を務めるランニングクラブ「にこあーずランニングファミリー」で指導者として活動している。

## 人物・経歴
大山町立上滝中学校（現・富山市立上滝中学校）、富山県立雄山高等学校を経て、日本大学卒業。上滝中学校在学時からスキーと陸上を始め、日本大学在学中にクロスカントリースキーで2003年冬季ユニバーシアードに出場、5kmクラシカル28位、個人スプリント45位、15kmフリー22位。2年後の2005年冬季ユニバーシアードでは15kmクラシカルと5kmフリーに出場し、それぞれ21位と35位になった。また同年2月の国民体育大会成年女子A組で優勝した。しかし、トリノオリンピック代表を逃したため、25歳でマラソンに転向しオリンピックを目指す。
2008年8月、山下佐知子率いる第一生命に入社、同女子陸上部に所属。転向後初レースとして函館ハーフマラソンを1時間14分12秒で優勝。 翌年は全日本実業団ハーフマラソンを1時間10分53秒で10位、札幌国際ハーフマラソンで8位。全日本実業団対抗女子駅伝競走大会にも出場し、3位に貢献。
初のフルマラソンは2010年の大阪国際女子マラソン。2時間29分12秒で8位。札幌国際ハーフマラソンでは2位。世界ハーフマラソン選手権大会は13位ながら尾崎好美、木崎良子とともに日本チームで銅メダルを獲得。全日本実業団女子駅伝では5区を走り2位。
2011年は世界陸上選手権選考を兼ねた名古屋国際女子マラソンにエントリーしていたが、東日本大震災のため中止。その代替として選ばれたロンドンマラソンにエントリー。当時の自己記録を更新する2時間25分29秒の第12位、日本人2着（日本人1着は既に内定済だった赤羽有紀子の6位）でゴールした。この結果を受け、世界選手権出場が決まった。世界選手権本大会は19位という結果に終わった。
この年より仙台に移された全日本実業団女子駅伝では5区を走り第一生命の優勝に貢献。
2012年、大阪国際女子マラソンでは自己ベスト記録となる2時間24分57秒を叩き出すが、優勝した重友梨佐に1分34秒遅れの2位に甘んじ、ロンドンオリンピック・女子マラソン日本代表の出場権を逃す。2012年3月限りで、所属の第一生命を退社した。
2013年、東京マラソンに出場し、2時間31分15秒で9位。横浜国際女子マラソンでは2時間28分47秒で準優勝。
2014年8月に行われた北海道マラソン・女子の部において、2時間30分台のゴールタイムでフルマラソン初優勝を果たした。
2015年11月開催の第1回富山マラソンでは、記録は2時間46分台に留まるも同大会女子の部で初代王者に輝き、通算2回目のマラソン優勝を達成した。
2017年10月開催の第3回富山マラソン（女子の部）では、大雨が降り続く悪天候の中自身の持つ大会記録を8分近く更新する、2時間38分台のゴールタイムで、当大会では2年ぶり2度目（自身通算3回目）のマラソン優勝を成し遂げた。
2019年12月8日に行われたさいたま国際マラソンを最後に現役を引退。同年11月22日に結婚した夫の磯野茂とともにフルマラソンを完走した。

## 主な戦績
| 年     | 大会名                 | 開催国   | 距離／区間 | 戦績 | 記録          |
| ------ | ---------------------- | -------- | ---------- | ---- | ------------- |
| 2010年 | 大阪国際女子マラソン   | 日本     | マラソン   | 8位  | 2時間29分12秒 |
| 2011年 | ロンドンマラソン       | イギリス | マラソン   | 12位 | 2時間25分29秒 |
| 2011年 | 世界陸上選手権大邱大会 | 韓国     | マラソン   | 19位 | 2時間33分42秒 |
| 2012年 | 大阪国際女子マラソン   | 日本     | マラソン   | 2位  | 2時間24分57秒 |
| 2013年 | 東京マラソン           | 日本     | マラソン   | 9位  | 2時間31分15秒 |
| 2013年 | 横浜国際女子マラソン   | 日本     | マラソン   | 2位  | 2時間28分47秒 |
| 2014年 | 北海道マラソン         | 日本     | マラソン   | 優勝 | 2時間30分26秒 |
| 2015年 | 富山マラソン           | 日本     | マラソン   | 優勝 | 2時間46分39秒 |
| 2016年 | 富山マラソン           | 日本     | マラソン   | 79位 | 3時間40分25秒 |
| 2017年 | 富山マラソン           | 日本     | マラソン   | 優勝 | 2時間38分46秒 |
| 2017年 | 大阪マラソン           | 日本     | マラソン   | 4位  | 2時間36分53秒 |
| 2018年 | 大阪国際女子マラソン   | 日本     | マラソン   | 22位 | 2時間42分16秒 |
| 2019年 | さいたま国際マラソン   | 日本     | マラソン   | 12位 | 2時間53分37秒 |

## 自己ベスト
- ハーフマラソン 1時間10分53秒  2009年
- マラソン 2時間24分57秒 大阪 2012年